# Ayr (Dakota del Nord)
|  | Per a altres significats, vegeu «Ayr (desambiguació)». |

Ayr és una població dels Estats Units a l'estat de Dakota del Nord. Segons el cens del 2000 tenia 23 habitants.

## Demografia
Segons el cens del 2000, Ayr tenia 23 habitants, 11 habitatges, i 7 famílies. La densitat de població era de 111 hab./km².
Dels 11 habitatges en un 9,1% hi vivien nens de menys de 18 anys, en un 63,6% hi vivien parelles casades, en un 0% dones solteres, i en un 27,3% no eren unitats familiars. En el 27,3% dels habitatges hi vivien persones soles el 18,2% de les quals corresponia a persones de 65 anys o més que vivien soles. El nombre mitjà de persones vivint en cada habitatge era de 2,09 i el nombre mitjà de persones que vivien en cada família era de 2,38.
Per edats la població es repartia de la següent manera: un 13% tenia menys de 18 anys, un 4,3% entre 18 i 24, un 21,7% entre 25 i 44, un 17,4% de 45 a 60 i un 43,5% 65 anys o més.
L'edat mediana era de 50 anys. Per cada 100 dones de 18 o més anys hi havia 100 homes.
La renda mediana per habitatge era de 46.875 $ i la renda mediana per família de 139.068 $. Els homes tenien una renda mediana de 33.750 $ mentre que les dones 0 $. La renda per capita de la població era de 55.567 $. Cap de les famílies estaven per davall del llindar de pobresa.

## Poblacions més properes
El següent diagrama mostra les poblacions més properes.